# Home Riggs Popham
Sir Home Riggs Popham (Gibilterra, 12 ottobre 1762 – Cheltenham, 20 settembre 1820) è stato un ammiraglio e inventore britannico che prestò servizio durante le Guerre rivoluzionarie francesi e le Guerre napoleoniche.
È ricordato per le sue conquiste scientifiche, in particolare per lo sviluppo di un codice di segnalazione che fu adottato dalla Royal Navy nel 1803.

## Biografia

### Vita e carriera iniziali
Era il figlio di Joseph Popham, console britannico a Tétouan in Marocco, e fu il quindicesimo figlio che il padre (sposatosi varie volte) ebbe da sua madre. Educato alla Westminster School, fu ammesso al Trinity College (Cambridge) nel 1776, sebbene non sia chiaro se prese la residenza a Cambridge. Entrò in marina nel 1778 e prestò servizio sotto le insegne dell'ammiraglio George Rodney sino alla fine della Guerra d'indipendenza americana. Nel 1783 fu promosso al grado di tenente, e fu per un periodo incaricato del servizio di rilevamento topografico della costa dell'Africa.

### Attività mercantile
Tra il 1787 ed il 1793 fu impegnato in una serie di imprese commerciali nel Mar del Giappone, navigando, prima per la Compagnia imperiale di Ostenda, e poi in un vascello, El Etrusco, che acquistò ed in parte armò egli stesso. Durante questo periodo Popham intraprese varie esplorazioni e rese alcuni servizi alla Compagnia Inglese delle Indie Orientali, che gli furono ufficialmente riconosciuti.
Nel 1788, a Calcutta (India), Popham si sposò con Elizabeth Moffat, la maggiore delle figlie del capitano Prince dell'East Indian Company Service (EICS).
Nel 1793, la sua nave fu sequestrata, in parte con il pretesto che stava facendo contrabbando, e in parte perché stava infrangendo il monopolio della Compagnia delle Indie Orientali. Questa perdita fu valutata in 70.000 sterline, e Popham fece causa per essere risarcito. Nel 1805 ottenne un risarcimento per l'ammontare di 25.000 sterline. La causa fu difficile, perché senza dubbio il fatto che egli stesse navigando era a conoscenza dei funzionari in India.

### Servizio nelle guerre con la Francia

#### Guerre rivoluzionarie francesi - prima coalizione (1792-1797)
La Rivoluzione francese aveva portato la guerra nei Paesi Bassi, dove l'Inghilterra si mise a capo della resistenza delle monarchie europee contro l'avanzata dei rivoluzionari. Nel 1794 il principe Federico, duca di York e comandante dell'Esercito, stabilì il suo accampamento ad Arnhem nelle Fiandre.
Popham, che nel frattempo aveva ripreso la sua carriera come ufficiale di marina, prestò servizio con l'esercito sotto il comando del Duca di York come "sovrintendente alla navigazione interna" e ne conquistò la fiducia. La protezione del Duca si esercitò con tale efficacia che Popham fu promosso comandante nel 1794 e post-captain nel 1795.

#### Guerre rivoluzionarie francesi - seconda coalizione (1798-1801)
Il seguito della carriera di Popham si sviluppò durante la seconda fase delle Guerre rivoluzionarie francesi: la Gran Bretagna, alleata dell'Austria, intendeva distruggere il potere navale francese, mentre l'Austria mirava ad eliminare l'influenza della stessa Francia dai Paesi Bassi.
Popham fu assegnato al coordinamento delle operazioni delle forze navali con l'esercito britannico ed i suoi alleati. Nel 1798 prese parte ad una missione nei Paesi Bassi, allora chiamati Repubblica Batava, per distruggere le chiuse che regolavano la navigazione attraverso il canale di Bruges, precludendo così alle forze napoleoniche la possibilità di inviare battelli e truppe per una eventuale invasione della Gran Bretagna. Nello stesso anno nel Mar Rosso fu adibito al trasporto delle truppe indiane impiegate nell'espulsione dei Francesi dall'Egitto.
Nella primavera del 1798 l'ammiragliato creò i Sea Fencibles («Difensori del Mare»), una forza di milizia costiera, seguendo un piano di Popham.
Nel 1799 Popham fu inviato a Kronštadt, San Pietroburgo, per supervisionare l'imbarco di alcune truppe russe destinate ad appoggiare l'attacco ai Paesi Bassi. Si recò poi per via fluviale a San Pietroburgo, dove sulla sua nave ricevette la visita dello zar Paolo I di Russia, che lo nominò cavaliere dell'Ordine di Malta (del quale lo zar si era fatto proclamare Gran Maestro nel 1797) e gli assegnò una pensione vitalizia. Tale riconoscimento fu poi confermato da Sua Maestà Britannica e riconosciuto formalmente nella corte di St. James, sebbene in seguito si sarebbe deciso di subordinare la possibilità dei sudditi britannici di ricevere onorificenze da governi stranieri alla preventiva autorizzazione del re.
Sempre nel 1799, per i suoi meriti Popham fu nominato cavaliere commendatore dell'Ordine di San Giuseppe di Gerusalemme.
Nel 1800 gli fu assegnato il comando della HMS Romney da 50 cannoni, varata nel 1762, lo stesso anno della sua nascita.
L'anno successivo, nominato capo navale della spedizione nel Mar Rosso (o Golfo Arabo), dimostrò le sue capacità nel coordinamento della forza navale con l'esercito. Realizzò inoltre un rilevamento aggiornato della cartografia della zona, che fu pubblicato da W. Faden il 13 luglio 1804.

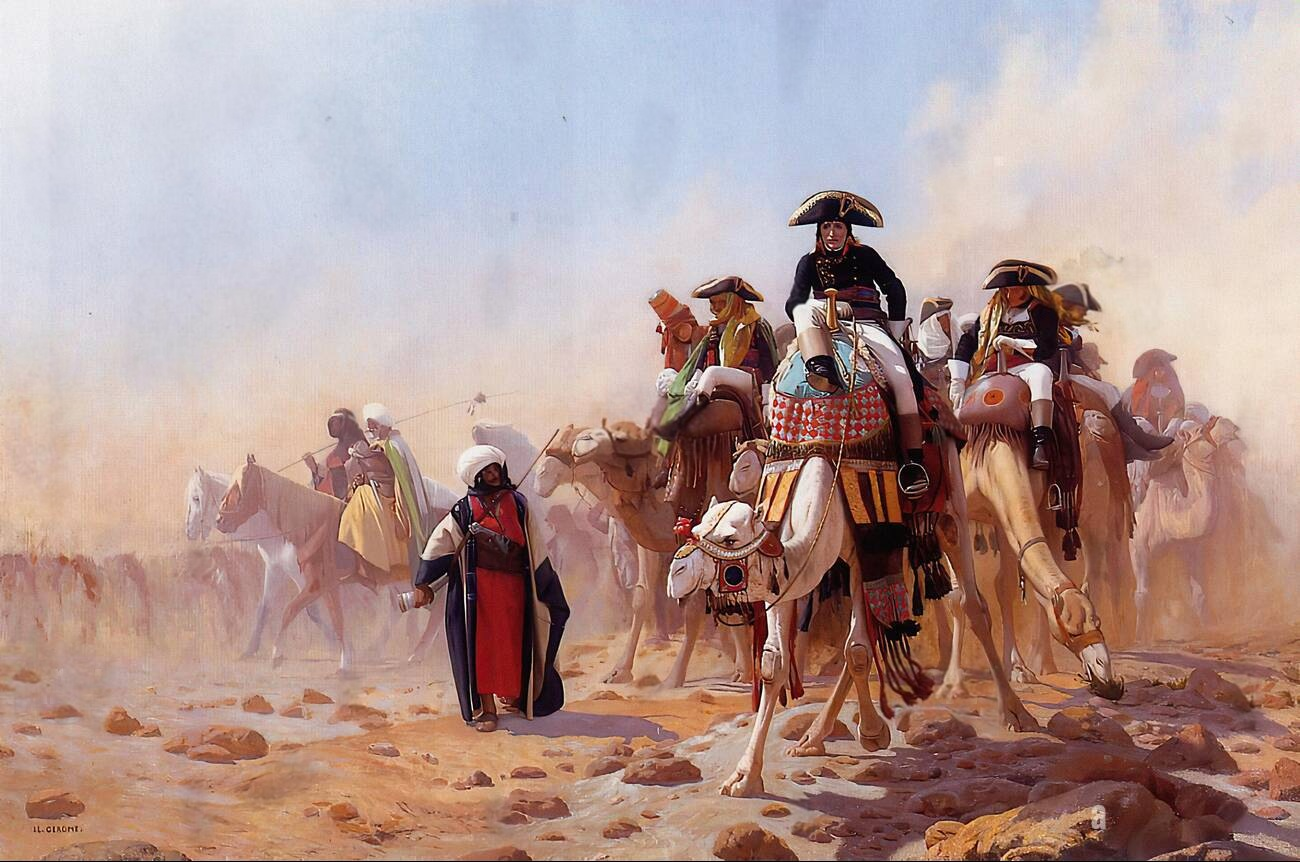
Napoleone e soi generali in Egitto, di Jean-Léon Gérôme (1867).

La logistica delle forze britanniche, nella quale Popham ebbe un ruolo di primo piano, fu decisiva per ottenere l'espulsione delle forze francesi che occupavano l'Egitto, costringendo Napoleone a rientrare in Francia il 22 agosto 1799 sotto la pressione del blocco navale britannico.
In seguito alla spedizione esercitò l'incarico di ambasciatore negli Stati Arabi.
Secondo il tenente James Raymond Wellsted, nella sua opera Travels in Arabia (1834), il lavoro di Popham fra il 1800 e il 1801 nel Mar Rosso rese la zona navigabile grazie alla quantità di punti di riferimento (isole, villaggi e peculiarità geografiche) da lui rilevati «con considerevole precisione».
Il 9 marzo 1801 Popham al comando della Romney ricevette una medaglia per i suoi servizi nelle coste dell'Egitto.

### Il progetto del sottomarino di Fulton

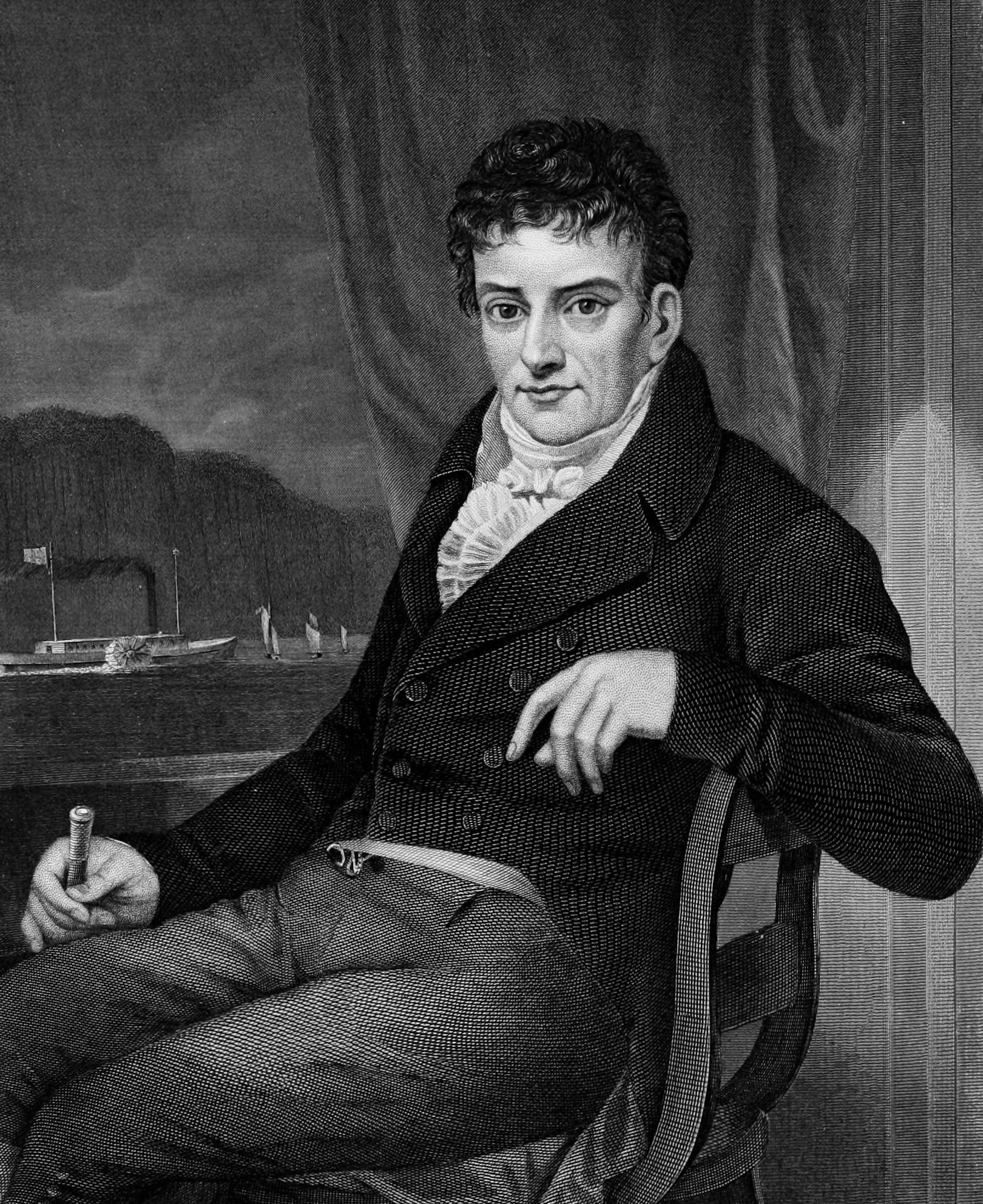
Robert Fulton

Nel giugno del 1802 il Ministro della Marina britannico sollecitò una commissione per valutare il progetto di un sottomarino realizzato dall'inventore statunitense Robert Fulton. La commissione era formata da sir Joseph Banks, presidente della Royal Society, da Mr. Henry Cavendish, chimico e fisico, da sir Home Riggs Popham come agente della Marina Reale, dal maggiore William Congreve, inventore dei razzi militari, e da Mr. John Rennie, ingegnere civile. Dopo varie settimane di lavoro la commissione stabilì che il progetto era impraticabile.
Robert Fulton ebbe un fitto scambio di corrispondenza con Popham, Hammond e altri. I suoi lavori con motori navali a vapore e ad elica diederono i loro frutti nel 1803, e l'anno successivo i suoi progressi con le bombe sottomarine (torpedini) attirarono l'attenzione del primo ministro britannico William Pitt, del quale Popham era il principale consigliere.

### Il sistema di segnali navali con bandiere

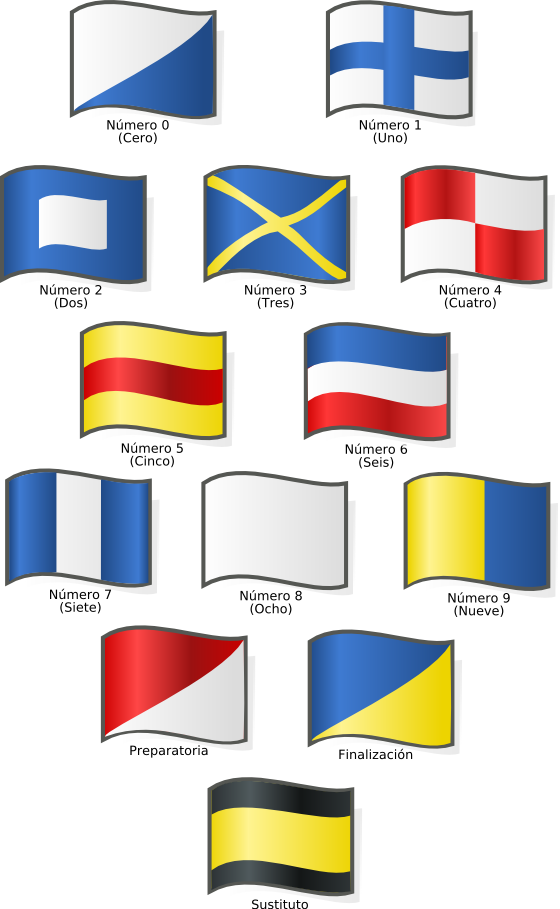
Sistema di bandiere della Marina britannica nel XIX secolo, inventato da sir Home Riggs Popham.

#### Origini
Alla fine del XVIII secolo lo sviluppo delle esplorazioni e dei commerci marittimi rendeva sempre più importante l'invio di messaggi a distanza e a grande velocità, superando l'uso dei corrieri a cavallo. La prima risposta a questa esigenza furono i telegrafi ottici: sistemi di segnali trasmessi da una torre di avvistamento all'altra per mezzo di eliche o cartelli.
Nel 1779 lord Richard Howe creò un sistema codificato di segnali tra imbarcazioni per la flotta britannica, che utilizzava bandiere issate per trasmettere il messaggio di nave in nave, denominandolo Telegraphic Signals of Marine Vocabulary («Vocabolario di segnali telegrafici della Marina»). Si trattava di un «codice numerico», che assegnava le cifre da 0 a 9 a dieci bandiere di segnalazione. Queste bandiere in combinazione tra loro rappresentavano codici numerici ai quali erano assegnati significati mediante un libro di codici, distribuito a tutte le navi della Royal Navy e appesantito con il piombo per essere gettato fuori bordo in caso di cattura.

#### Il contributo di Popham
Nel 1803 Popham apportò alcune modificazioni e miglioramenti decisivi al sistema di Howe, anche perché nel frattempo i Francesi avevano catturato una nave della Marina britannica e si erano impadroniti di una copia del libro dei codici in uso fino ad allora. Cinquanta esemplari della nuova versione dei codici furono in seguito segretamente inviati alla flotta britannica dell'ammiraglio Nelson a Cadice nel settembre del 1805.
Nel 1813 il dizionario di Popham si ampliò a 6.000 frasi e 30.000 parole. Nel 1820 Popham incorporò al sistema una bandiera per ogni lettera dell'alfabeto latino.

### La nomina a Commodoro e le guerre sudamericane

#### Comando dellaHMS Antelope(1804)
Nel 1803, con la nomina comandante della Marina britannica del visconte Melville, legato sia al primo ministro Pitt che a Popham, questi fu promosso al grado di Commodoro e, l'anno successivo, fu assegnato al comando della HMS Antelope da 50 cannoni.
La sera dell'8 dicembre 1804 Popham organizzò l'attacco alla fortezza Rouge nei pressi di Boulogne. La fortezza era costruita in legno per cui furono utilizzate barche esplosive, com andate dal tenente Stewart del HMS Monarch (Monarca).

#### Pubblicazione dellaDescrizione dell'Isola Principe di Galles(1805)
Nel 1805 fu pubblicato a Londra Description of the Prince of Wales's Island («Descrizione dell'Isola Principe di Galles»). L'isola, attualmente Penang in Malaysia, apparteneva al Sultanato di Kedah; nel 1786 fu donata alla Compagnia Inglese delle Indie Orientali dal Sultano, in cambio di protezione contro i Siamesi e i Birmani che minacciavano Kedah. L'11 agosto il capitano Francis Light la ribattezzò con il nome dell'erede al trono.
Il contributo di Popham figurava nei cataloghi di pubblicazioni della Compagnia Inglese delle Indie Orientali.

#### Accuse per le riparazioni dellaRomney

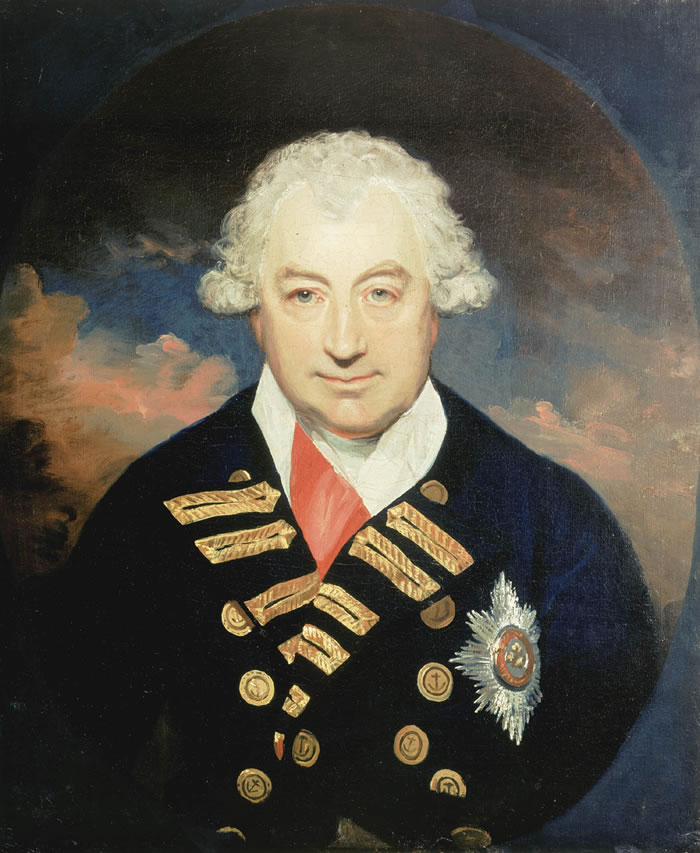
Lord John St. Vincent

I conti inviati da Popham al comando (non meno di 80.000 sterline) per la riparazione presso Calcutta della nave Romney da lui comandata e della Sensible, fregata da 50 cannoni per carico e trasporto di truppe catturata ai Francesi il 26 e 27 giugno 1798, furono il pretesto per attaccarlo il 5 febbraio 1805 davanti alla Camera dei comuni, addebitandogli l'intero ammontare delle spese. Era il periodo della riforma generale degli arsenali navali, e circolavano molti sospetti sulle spese di riparazione. Si dava inoltre il caso che all'ammiraglio lord St. Vincent, comandante della flotta britannica nel Mediterraneo, non piacesse Popham, e che Benjamin Tucker (1762-1829), segretario dell'Ammiragliato ed ex segretario dello stesso St. Vincent, fosse la creatura ed il delatore di quest'ultimo. Dietro questa ostilità vi erano anche ragioni politiche: lord St. Vincent, infatti, rispondeva al partito oppositore del primo ministro William Pitt, del quale Popham era uomo di fiducia. Popham reagì con forza all'attacco: portò il suo caso davanti al Parlamento, e fu in grado di provare che c'era stata, se non deliberata disonestà, almeno la più grossolana negligenza da parte dei suoi accusatori.

#### La situazione in Sudamerica
Agli inizi del XIX secolo, le colonie spagnole in Sudamerica erano sempre più scontente e insofferenti del dominio della madrepatria e aspiravano apertamente all'indipendenza. L'Inghilterra seguiva con attenzione gli sviluppi della situazione, per varie ragioni: anzitutto, un indebolimento della Corona spagnola in America Latina o addirittura la perdita di alcune delle colonie avrebbe consentito ai Britannici di espandere la loro influenza in quella regione e di conquistare nuovi mercati per i loro commerci. Fin dal secolo precedente, infatti, essi avevano coltivato l'ambizione di stabilire colonie in Sudamerica, specie nella zona del Río de la Plata. In secondo luogo, sebbene fosse ufficialmente neutrale, la Spagna in realtà appoggiava economicamente Napoleone Bonaparte con il denaro proveniente dalle colonie americane, che utilizzava in parte per armare una flotta a Ferrol (in Galizia), con l'obiettivo evidente di attaccare l'Inghilterra, quando Bonaparte lo avesse chiesto.

#### I rapporti con Francisco de Miranda

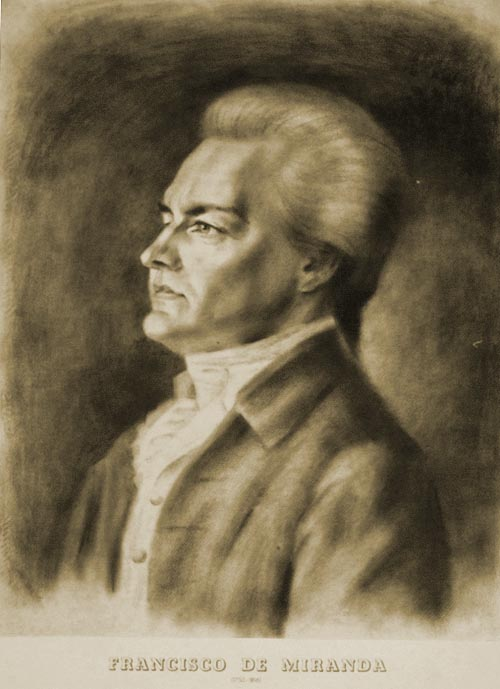
Francisco de Miranda

Nel 1801 il rivoluzionario venezuelano Francisco de Miranda si trovava in Europa per tentare di ottenere l'appoggio delle potenze europee a favore della causa dell'indipendenza del Venezuela e delle altre colonie spagnole.
Arrivato a Londra, Miranda entrò in contatto con il primo ministro inglese Henry Addington attraverso il suo segretario Nicholas Vansittart, che si riunì più volte con lui per studiare i piani per un intervento in Venezuela.
Nel 1803 Vansittart presentò Miranda a Popham, che manifestò al venezuelano il proprio interesse per i suoi piani d'intervento in Sudamerica.

#### Ilmemorandumdi Popham e Miranda
Il 12 ottobre 1804, durante una cena nella villa di campagna di Melville, capo dell'ammiragliato britannico, il primo ministro William Pitt espresse a Popham (che in quell'anno era stato eletto anche membro del Parlamento) la sua preoccupazione per il fatto che la Spagna stesse continuando a costruire una nuova flotta navale a Ferrol e fosse sempre più chiaramente intenzionata ad allearsi con la Francia. La questione delle colonie spagnole in Sudamerica diventava quindi molto attuale, e Pitt chiese a Popham di predisporre una relazione in merito.
Il 13 ottobre Popham si riunì con Miranda e insieme prepararono un memorandum, che il giorno seguente Popham inviò a Pitt, a sua firma.
Nel memorandum, si chiariva innanzitutto come l'idea di conquistare il Sudamerica fosse totalmente fuori questione, mentre era senz'altro possibile conquistare alcune posizioni strategiche, che avrebbero consentito alla Gran Bretagna di controllare le rotte commerciali e di sfruttare le enormi ricchezze di quel continente, tagliando fuori le altre potenze europee. Questa impresa, inoltre, avrebbe portato gloria e prestigio al governo che l'avesse compiuta.
Su incarico di Pitt, Popham studiò i piani militari d'invasione proposti da Miranda, sottolineando il ruolo che avrebbe potuto avere quest'ultimo nel promuovere una sollevazione a Buenos Aires, approfittando del diffuso malcontento delle colonie spagnole nei confronti della madrepatria. Tra le colonie, il Vicereame del Río de la Plata rivestiva un ruolo chiave nell'economia della corona spagnola, in quanto attraverso di esso transitavano tutti i carichi di oro e di argento diretti in Spagna, che venivano trasportati lungo il Río de la Plata da Potosí a Buenos Aires e da qui a Montevideo. Assumendo il controllo della regione e del fiume, il Regno Unito avrebbe inferto in duro colpo alla potenza spagnola e avrebbe altresì bloccato le spedizioni di metalli preziosi che la Spagna inviava segretamente alla Francia in base al Trattato di San Ildefonso (1800), le cui clausole erano state scoperte dallo spionaggio inglese nel 1804.
Dopo aver collaborato con Sir David Baird nella conquista del Capo di Buona Speranza nel 1806, egli guidò il tentativo di invadere la zona del Rio de La Plata a Buenos Aires con il suo squadrone navale e 1.400 soldati, ma i coloni spagnoli, benché disorientati, non erano dispostti ad accettare il dominio britannico: essi insorsero quindi contro i soldati sbarcati e li catturarono.
Popham fu richiamato e censurato da una corte marziale per aver abbandonato la sua posizione, ma la Città di Londra gli donò una spada d'onore per il suo tentativo di «...aprire nuovi mercati» e la sentenza della corte marziale fu mite. Nel 1806 egli fu nominato gentiluomo di camera del duca di Gloucester e nel 1807 Lord Gambier lo nominò suo "capitano della flotta" nella Seconda spedizione di Copenaghen, forse a causa della sua familiarità con la navigazione sulla rotta di Copenaghen, acquisita nel precedente servizio nel 1800. Nel 1809 assunse il comando della HMS Venerable, che mantenne con successo contro i Francesi in Spagna.
Nonostante il deferimento alla Corte marziale, egli ebbe ulteriori comandi. Dal 1812 al 1813 navigò lungo la costa settentrionale della Spagna dove operò in favore della guerriglia spagnola, allo scopo di impegnare le truppe francesi ed assalire le loro fortezze sulla costa basca, mentre Wellington avanzava dal sud della Spagna.

### In Parlamento
Popham fu membro del Parlamento britannico per il collegio di Yarmouth, nell'Isola di Wight, dal 1804 al 1806, per quello di Shaftesbury dal 1806 a 1807 e per quello di Ipswich dal 1807 al 1812. Venne promosso rear admiral nel 1814 e creato Cavaliere commendatore dell'Ordine del Bagno nel 1815.

### Ultimi anni ed eredità
Popham morì a Cheltenham il 20 settembre 1820, lasciando una numerosa famiglia, e fu sepolto a Sunninghill, nel Berkshire.
Popham fu uno dei più "scientifici" uomini di mare del suo tempo. Egli compì numerose ed utili attività di rilevamento e fu l'autore del codice di segnalazione navale adottato dall'ammiragliato nel 1803 e per molti degli anni successivi. Esso fu utilizzato nella famosa occasione dell'inizio della battaglia di Trafalgar da Horatio Nelson per trasmettere il messaggio England expects that every man will do his duty.
I suoi discendenti furono impiegati attivamente nella forze armate britanniche fino agli anni 1970.